# Janez Goličnik
Janez Goličnik, slovenski rimskokatoliški duhovnik, čebelar in prevajalec, * 31. januar 1737, Mozirje,  † 9. marec 1807, Griže.
Janez Goličnik je študiral filozofijo v Gradcu in teologijo na Dunaju. Po končanem študiju je bil kaplan na Vranskem in Braslovčah. Leta 1780 je postal župnik v Grižah pri Žalcu kjer je ostal vse do smrti. Goličnik je za slovensko čebelarstvo pomemben, ker je leta 1792 prevedel drugo knjigo Antona Janše z naslovom Popolnoma podvuzhenje sa vsse zhebellarje (Popolnoma podvučenje za vse čebelarje). Prevodu je dodal Predgovor. V opombah je pojasnil Janševa navodila in opisal svoje izkušnje - različico pridelovanja medu in preprečevanja rojenja v nakladnih panjih. Ta knjiga je bila polnih 40 let edino slovensko tiskano vodilo o čebelarstvu.